# Jordan EJ15
El Jordan EJ15 fue el decimoquinto y último monoplaza del equipo Jordan. Fue utilizado por el equipo para competir en la temporada 2005 de Fórmula 1. El coche fue conducido por Tiago Monteiro y Narain Karthikeyan.
Jordan se había quedado sin un contrato de motor para la temporada 2005 luego de la decisión de Ford de poner a la venta su proveedor de motores Cosworth. Sin embargo, a corto plazo, Toyota acordó suministrar al equipo irlandés motores idénticos a los utilizados por su propio equipo de Fórmula 1. A principios de 2005, el equipo fue vendido a Midland Group por US $60 millones.
El nombre Jordan fue retenido para la temporada 2005, antes de ser cambiado a Midland F1 Racing para la temporada 2006. A lo largo de 2005, los periodistas cuestionaron si Midland estaba en la competición a largo plazo. Circulaban rumores durante toda la temporada de que el equipo estaba a la venta, y que Eddie Irvine estaba interesado en comprarlos. El año también vio la presentación de dos pilotos novatos, Narain Karthikeyan y Tiago Monteiro. 2005 confirmó el estado de Jordan en la parte posterior de la grilla. Un podio final llegó en el Gran Premio de los Estados Unidos, en el que solo compitieron seis autos. Monteiro llevó a casa un Jordan 3-4. El portugués terminó octavo en Bélgica para darle al equipo su punto final y utilizó el EJ15 para terminar en todas las carreras menos una de la temporada. El último Gran Premio del equipo vio una salida discreta; Monteiro terminó 11º y Karthikeyan se estrelló.
Jordan utilizó un chasis EJ15B actualizado para las últimas cinco carreras del año. Monteiro dio su chasis de especificación B su debut en Italia, mientras que Karthikeyan todavía tenía el modelo anterior. Para la siguiente carrera en Bélgica, ambos pilotos usaron EJ15B, y ambos verían el resto de la temporada con el nuevo chasis, con el octavo lugar del portugués en Spa, su mejor resultado.
Después del final de la temporada, el chasis EJ15B fue utilizado en pruebas de invierno en Jerez en diciembre de 2005 por una variedad de pilotos, incluyendo a Roman Rusinov, Jeffrey van Hooydonk y Monteiro. Esto siguió al cambio de marca del equipo a Midland F1 Racing, y el coche presentó una librea de prueba interina.

## Resultados
(Clave) (negrita indica pole position) (cursiva indica vuelta rápida)

| Año     | Motor             | Neu. | N.º | Piloto             | 1   | 2   | 3   | 4   | 5   | 6   | 7   | 8   | 9   | 10  | 11  | 12  | 13  | 14  | 15  | 16  | 17  | 18  | 19  | Puntos | Pos. |
| ------- | ----------------- | ---- | --- | ------------------ | --- | --- | --- | --- | --- | --- | --- | --- | --- | --- | --- | --- | --- | --- | --- | --- | --- | --- | --- | ------ | ---- |
| 2005    | Toyota RVX-05 V10 | B    |     |                    | AUS | MYS | BHR | SMR | ESP | MON | EUR | CAN | USA | FRA | GBR | GER | HUN | TUR | ITA | BEL | BRA | JPN | CHN | 12     | 9.º  |
| 2005    | Toyota RVX-05 V10 | B    | 18  | Tiago Monteiro     | 16  | 12  | 10  | 13  | 12  | 13  | 15  | 10  | 3   | 13  | 17  | 17  | 13  | 15  | 17  | 8   | Ret | 13  | 11  | 12     | 9.º  |
| 2005    | Toyota RVX-05 V10 | B    | 19  | Narain Karthikeyan | 15  | 11  | Ret | 12  | 13  | Ret | 16  | Ret | 4   | 15  | Ret | 16  | 12  | 14  | 20  | 11  | 15  | 15  | Ret | 12     | 9.º  |
| Fuente: |                   |      |     |                    |     |     |     |     |     |     |     |     |     |     |     |     |     |     |     |     |     |     |     |        |      |